# 尼克·格里芬
尼克·格里芬（英語：Nicholas John "Nick" Griffin，1959年3月1日—）是英國的一位政治人物，為極右政黨英國國家黨的黨魁。畢業於劍橋大學。他主張驅逐移民，曾獲得一定程度的支持。英國國民黨也在2009年的歐洲議會議員選舉中得到6%的得票率，他本人更當選歐洲議會議員。在這一年10月他出演BBC的政治討論節目「Question Time」時，曾有民眾因不滿BBC邀請其出場而至BBC總部抗議。
2014年歐洲議會選舉，英國國家黨失去所有席位，黨魁格裏芬也落敗，不少選民轉而支持英國獨立黨。格裏芬于8月被開除出黨。